# 14 (getal)
Veertien (14) is het natuurlijke getal dat 13 opvolgt en 15 voorafgaat.

## In wiskunde
- De priemfactoren van veertien zijn 2 en 7.
- Er is geen oplossing voor Eulers totiëntvergelijking φ(x) = 14, waarmee 14 een niettotiënt is.
- Veertien is een vierhoekig piramidegetal.
- 14 = 12 + 22 + 32.
- 1/14 = 0,0714285
- Veertien is een Catalan-getal.
- Veertien is het kleinste Keithgetal.
- Twaalftallig wordt 14 geschreven als '12' omdat 1 × 12 + 2 × 1 = 14

## In natuurwetenschap
- Veertien is het atoomnummer van silicium.

## In de tijdsrekening
- Veertien uur (14.00 uur) is twee uur in de middag.

## In het mensenleven
- In vliegtuigen wordt in het algemeen, wegens bijgeloof dat aan het getal 13 kleeft, rij twaalf gevolgd door rij veertien. In de meeste hotels is ook etage veertien de etage boven etage twaalf.

## In fictie
- In verhalen is veertien vaak het aantal jaren waarin een bepaalde cyclus wordt afgewerkt. Een voorbeeld is het Bijbelse verhaal waarin zeven 'vette jaren' worden gevolgd door zeven 'magere jaren'.

## In het Nederlands
- Veertien is een hoofdtelwoord.
- De periode van 2 weken wordt aangeduid met: veertien dagen.
- Voetballer Johan Cruijff droeg gedurende een aantal voetbalseizoenen het rugnummer "14". In 2007, toen Cruijff 60 jaar werd deed Ajax (zijn voormalige werkgever) Cruijff de belofte dat het nummer 14 nooit gedragen zou worden. De Spanjaard Roger García werd de laatste speler die met nummer 14 op zijn rug heeft gespeeld in de gelederen van AFC Ajax.

## Overig
- In de muziek van Johann Sebastian Bach zouden getallen bepaalde symboliek vertegenwoordigen. Daarbij wordt dan 14 bijvoorbeeld als het "Bachgetal" gezien: 14 wordt dan als de som van de waarde van de letters B+A+C+H (2+1+3+8=14) opgevat.[1]
- Het 14+netnummer is in Nederland een landelijk geldig toegangsnummer voor het bereiken van gemeentelijke overheden. Zo zou men door bijvoorbeeld 14020 te bellen terechtkomen bij het "Klant Contact Centrum" van de gemeente Amsterdam. Door 1400 te bellen komt men bij de Rijksoverheid uit. Er wordt naar gestreefd per 2015 alle Nederlandse gemeenten onder dit nieuwe 14+nummersysteem onder te hebben gebracht.[2]
- Maimonides (1135-1204) schreef een systematische codex van de joodse leefregels. Dit werk wordt vaak aangeduid als Jad HaChazaka, ofwel De sterke hand. De Hebreeuwse letters j en d in de titel hebben samen een getalswaarde van 14, verwijzend naar de veertien delen waaruit de codex bestaat.
- Tijdens de Kruisweg gaan de gelovigen biddend en herdenkend langs veertien zogenaamde kruiswegstaties voorbij.
- 14 is het aantal dichtregels in een sonnet, een van de meestgebruikte dichtvormen.